# Chauliodus danae
A Chauliodus danae a csontos halak (Osteichthyes) főosztályának sugarasúszójú halak (Actinopterygii) osztályába, ezen belül a nagyszájúhal-alakúak (Stomiiformes) rendjébe és a mélytengeri viperahalfélék (Stomiidae) családjába tartozó faj.

## Előfordulása
A Chauliodus danae az Atlanti-óceánban található meg; keleten, Portugáliától a Zöld-foki Köztársaságig, míg nyugaton, Kanadától a Mexikói-öbölig és a Karib-tengerig.

## Megjelenése
Hossza elérheti a 15 centimétert. A hátúszó a hát elején helyezkedik el. Testén, felváltva, több kisebb és nagyobb világítószervsorok vannak. Test sötét, alul világosabb. A testén 5, hatszögű foltokból álló sor fut végig.

## Életmódja
Mélytengeri halfaj, amely 500 méter mélyre is leúszik. Éjszaka a vízfelszín közelébe vándorol. Tápláléka halak és rákok.